# رون أنتوني (لاعب كرة قاعدة)
رون أنتوني (بالإنجليزية: Ron Cash)‏ هو لاعب كرة قاعدة أمريكي، ولد في 20 نوفمبر 1949 في أتلانتا في الولايات المتحدة، وتوفي في 22 أبريل 2009 في تامبا في الولايات المتحدة.

## وصلات خارجية
- رون أنتوني على موقعبيزبول رفرنس.كوم (الدوري الرئيسي) (الإنجليزية)
- رون أنتوني على موقعبيزبول رفرنس.كوم (الدوري الثانوي) (الإنجليزية)